# Maurilia pallescens
Maurilia pallescens är en fjärilsart som beskrevs av Embrik Strand 1915. Maurilia pallescens ingår i släktet Maurilia och familjen trågspinnare. Inga underarter finns listade i Catalogue of Life.